# Peter Jok
Kacoul Dut "Peter" Jok (Rumbek, 30 de marzo de 1994) es un baloncestista sudsudanés que forma parte de la plantilla del KK Cibona de la Liga Croata. Con 1,98 metros de estatura, juega en la posición de escolta. 

## Trayectoria deportiva

### High School
Jok asistió al Theodore Roosevelt High School de Des Moines en sus dos primeros años como jugador de baloncesto. En su primer año fue elegido por Scout.com como uno de los diez mejores proyectos de todo el país. En 2010, fue invitado al Nike Top 100 camp en St. Louis, siendo uno de los 30 jugadores de primer año que asistieron al evento. Ya en su último año de instituto promedió 23,6 puntos por partido, siendo elegido en el primer equipo Parade All-America y en el mejor quinteto del estado de Iowa.

### Universidad
Jugó cuatro temporadas con los Hawkeyes de la Universidad de Iowa, en las que promedió 12,1 puntos, 3,2 rebotes y 1,5 asistencias por partido. Acabó su carrera en el puesto 15 de los máximos anotadores históricos de su universidad, con 1508 puntos, y cuarto entre los que más triples anotaron (216). Es además el jugador con mejor porcentaje de tiros libres de la historia, con un 88,1% de efectividad, dejando además el récord en una única temporada en un 91,1% (154 de 169).
En 2016 fue incluido por los entrenadores y la prensa especializada en el segundo mejor quinteto de la Big Ten Conference, mientras que al año siguiente lo fue en el primero, tras promediar 19,9 puntos y 5,5 rebotes por partido.

### Profesional
Tras no ser elegido en el Draft de la NBA de 2017, en agosto firmó un contrato parcialmente garantizado con los Phoenix Suns, lo que le permitiría disputar la pretemporada, aunque finalmente fue despedido sin llegar a debutar. Posteriormente fue requerido por el equipo afiliado de los Suns, los Northern Arizona Suns, en el que jugaría durante dos temporadas en la G League.
En verano de 2019, dio el salto a Europa para jugar en las filas del Cholet Basket de la LNB Pro A, en el que quedaría sexto clasificado del campeonato galo, promediando 10,2 puntos, 3,1 rebotes y un 47% en triples (48 de 102 con más de 4 lanzamientos a canasta de tres por encuentro).
En mayo de 2020 firmó contrato con el UCAM Murcia de la liga ACB para disputar la temporada 2020/21.
El 2 de agosto de 2021, regresa al Cholet Basket de la LNB Pro A.
El 22 de diciembre de 2022, firma por el AS Apollon Patras de la A1 Ethniki, pero no llegó a debutar con el equipo.
El 16 de diciembre de 2023, se une a los Sioux Falls Skyforce de la NBA G League. Fue cortado el 14 de enero de 2024, repescado el 23 de febrero, y de nuevo cortado el 11 de marzo.
El 19 de marzo de 2024, firma por los Ottawa BlackJacks de la Canadian Elite Basketball League.
El 6 de septiembre de 2024 firmó con el Cibona de la Liga Croata y la ABA Liga.

### Selección nacional
Durante agosto y septiembre de 2023 fue integrante de la selección de Sudán del Sur que participó en el Mundial de 2023 celebrado en Asia, y que finalizó en decimoséptimo lugar.
Entre julio y agosto de 2024 fue parte de la selección absoluta de Sudán del Sur, que disputó los Juegos Olímpicos de París, finalizando en novena posición.

## Vida personal
Jok nació y pasó los primeros años de su vida en Rumbek. Cuando tenía tres años de edad, su padre, general del Ejército de Liberación del Pueblo de Sudán, falleció durante la segunda guerra civil sudanesa. Su abuelo, el jefe de su poblado, también murió en la batalla. Su familia finalmente voló primero a Uganda y posteriormente a Kenia huyendo de la guerra. En Kenia fueron acogidos en la misión de Limuru por el padre claretiano José Antonio Expósito, antiguo jugador de balonmano, que reforzó la afición de Peter por el deporte. Se unieron a otros refugiados sudaneses y emigraron a Des Moines, Iowa. Llegó a los Estados Unidos junto a sus dos hermanos sin saber una sola palabra de inglés.